# 보라

보라(violet)는 색 중 하나로 빨강과 파랑의 중간색이며 이 색상은 가시광선 영역 안에서 볼 수 있는 색상 중에 가장 파장이 짧으며 이보다 파장이 짧은 광선은 자외선으로 분류된다. 보라색 위에 있는 자외선이 UV(Ultra Violet)이기 때문이다.

## 문화

### 상징
- 정치, 정치가, 고귀함
- 동성애자, 장애인, 상처, 멍, 폭력, 체벌

### 정치
- 미국에서 경합주를 보라주라고 부르기도 한다.

### 신분
- 과거에는 왕족, 재벌 오너, 유력 정치인같은 고귀한 신분만 사용하던 색이었으나, 현재에는 고귀한 신분을 모방하는 사람들이 늘어나 광대같은 낮은 신분도 사용하는 색상이 되었다.

### 스포츠
- 2022년 FIFA 월드컵에서 아르헨티나 축구 국가대표팀의 어웨이 유니폼으로 채택되었다.

### 사상
- 신성함, 죽음, 저항, 독 등이 있다.
- 기독교에서 예수 그리스도를 통한 하느님의 구원을 기억하기 위해, 전통적으로 지키는 교회력에서는 보라색을 기다림과 회개, 고난의 상징으로 사용한다. 실례로 예수의 성탄과 재림을 기다리는 대림절에 교회는 보라색 제의와 초를 사용하며, 사순절에도 동일하게 보라색 제의를 착용한다.

### 교통 수단
- 수도권 전철 5호선의 고유색이다.

### 기업
GTV 로고 색상의 100%가 보라색이다.

### 국기
- 1931년부터 1939년까지 스페인의 국기에는 보라색이 있었으나, 이후에는 보라색을 삭제하여 현재 전 세계의 어느 나라 국기에도 보라색은 없다. 다만 국장에 보라색이 있는 경우는 있다.

### 화폐{\displaystyle }
- 대한민국 1,000원의 기조 색상으로 사용되었던 적이 있다.
- 이 색상은 상당수의 국가에서 최고액 권종의 기조 색상으로 사용되는데, 500 유로와 1,000 노르웨이 크로네, 1,000 스위스 프랑의 기조 색상으로 사용된다. 하지만 덴마크에서는 50 덴마크 크로네, 영국에서는 20 파운드의 기조 색상으로 쓰인다.

### 신용 카드
- 현대카드에서 출시한 보라색 카드 the Purple(더 퍼플)이 있다. 이 카드는 일반 직장인에게는 발급되지 않으며, 연봉 1억원이 넘는 대기업 혹은 외국계 기업 부장급 이상의 고소득자에게 한해서만 발급된다(연회비 80만원).

### 컴퓨터
- 마이크로소프트 인터넷 익스플로러

하이퍼링크 되어 있는 글자는 기본 색상이 파란색이지만 이전에 이 사이트를 접속한 적이 있다면 글자는 보라색으로 바뀐다.
- 어도비 시스템즈

어도비 프리미어의 아이콘 색상이다.

### 기타
- 포미닛 (펄 바이올렛)
- 에이스타일 (펄 퍼플)
- 별
- 샤크라
- 디바
- 지피 베이직
- 이삭N지연 (펄 와인)
- 이하이
- S.E.S.
- 슈아이
- 성시경 (다크 퍼플)
- 틴탑 (펄 라이트 라벤더)
- V.O.S (펄 버건디)
- 원더걸스 (펄 버건디)
- 주니엘
- 자우림 (펄 와인)
- 그룹 S.E.S.의 공식적인 상징색이다.
- 옛 통합진보당(대한민국의 정당)의 상징색이다.
- 대한민국 걸 그룹 레드벨벳 멤버인 예리의 상징색이다.
- 대한민국 보이 밴드 방탄소년단의 팬클럽색이다.[1]

### 만화
- 꼬꼬마 텔레토비에서 나오는 보라돌이
- 뽀롱뽀롱 뽀로로에서 나오는 패티
- 토이 스토리 시리즈에서 나오는 렉스

## 기타
- 대한민국 경기도 용인시 기흥구에는 보라동이라는 지명이 있는데, 이 이름은 보라색과 아무 상관이 없다.
- RGB값은 X11과 HTML/CSS 색이름에 충돌이 있다.(X11 Color name) X11에서는 RGB(160,32,240)을 사용하고 있으며, HTML/CSS에서는 RGB(128,0,128)을 사용하고 있다. CMYK값으로는 만들 수 없는 색이다. 근사한 값으로는 c=50~80,M=79~100,Y=0,K=0(우측 색참조)이 있다.

## 같이 보기
- 자주